# 로고지너
로고지너(알바니아어: Rrogozhinë)는 알바니아 서부 저지대 지역 중앙에 위치한 티라나 주의 코뮌의 이름이자 지방자치체의 이름이다. 2015년 지방 정부 개혁을 통해 이전 지방자치체 Gosë, Kryevidh, Lekaj, Rrogozhinë and Sinaballa가 합병하여 현재 로고지너 지방자치체가 됐다. 이 지방자치체의 정부 소재지는 로고지너 코뮌이다.
두러스, 루슈녀와 엘바산 사이에 위치하며 범유럽 교통로 8번 과 로고지너–두러스, 로고지너–블로러 및 로고지너–포그라데츠의 철도 교차로의 중요한 접점으로 간주된다. 로고지너의 해안선에는 아드리아 해 연안을 따라 가장 아름다운 해변 중 몇 개가 있다. 이 지역에 위치한 바슈토버 요새은 이 지역의 가장 중요한 문화 유산 기념물 중 하나로 여겨지며, 국내외 관광객을 끌어 모으는 관광 명소이다. 성 주변에 우거진 월계수 숲은 천연기념물로 지정되어 있다.

## 역사
로고지너는 고고학 및 역사 문헌에서 "ASPARGAIUM"이라는 이름으로 알려져 있으며, 고대 정착지이자 중요한 지리적 및 역사적 교차로 언급된다. Aspargaium은 아폴로니아와 Dyrrah에서 로마와 콘스탄티노플 방향으로 향하는 에그나티아 가도의 두 구간이 교차하는 지점에 위치해 있다. 오늘날의 로고지너는 석유 공장, 비누 공장, 면화 공장과 같은 농업 산업을 중심으로 공산주의 시대에 건설되었으며, 식품 가공 및 보존을 위한 조립 공정도 포함되어 있다.

## 인구
2023년 인구조사에 따르면 이 로고지너 지방자치체의 인구는 12,567명이고, 그 중 5,002명이 로고지너 코뮌에 거주하며 총 면적은 223.73 제곱킬로미터 (86.38 mi2)이다. 인구의 대부분은 알바니아인이다.

## 스포츠
로고지너는 에그나티아 아레나가 홈그라운드인 카테고리아 수페리오레(2024~5) 참가클럽 KF 에그나티아의 연고지이다.

2015년 영토 행정 개혁에 따른 로고지너 코뮌 지도

## 같이 보기
- FK 에그나티아